# Nikolaj Kurnakov
Nikolaj Semjonovič Kurnakov (rusky: Николай Семёнович Курнаков; 6. prosince 1860, Nolinsk v Kirovské oblasti – 19. března 1941, Barvikha v Moskevské oblasti) byl ruský chemik, který je mezinárodně uznávaný jako zakladatel fyzikálně-chemické analýzy.
Byl také jedním ze zakladatelů platinového průmyslu v Sovětském svazu. Chemická reakce známá jako Kurnakovovův test se stále používá k rozlišení cis a trans izomerů dvojmocné platiny a je jeho nejznámějším příspěvkem ke koordinační chemii.
Postupně dosáhl vysokých vědeckých funkcí – profesor (1893), čestný profesor (1907), doktor chemických věd (1909), akademik Ruské akademie věd a laureát Státní ceny SSSR.
Na počest Kurnakova je pojmenován minerál kurnakovit (vzácný sekundární minerál vodného boritanu hořečnatého), který byl objevený v roce 1940 v Kazachstánu. Od roku 1944 je po něm pojmenován Kurnakovův ústav obecné a anorganické chemie Ruské akademie věd. Ve městě Krasnoperekopsk na Krymu mu byl postaven památník.

## Vzdělání
Nikolaj Semjonovič Kurnakov se narodil 24. listopadu roku1860 v Nolinsku v Kirovské oblasti. Po absolvování Vojenského gymnázia v Nižním Novgorodu nastoupil na Báňský institut v Petrohradě, který absolvoval v roce 1882.
Po ukončení studia byl poslán do továren v Altaji, aby studoval tavbu mědi, olova a stříbra. V roce 1883 pak studoval v zahraničí obchod se solí, metalurgii a puncovní umění. Po obhájení disertační práce na téma Odpařovací systémy solných pecí byl v letech 1885 až 1893 byl pracovníkem Báňského ústavu na katedře metalurgie a puncovnictví.
Kurnakov zemřel 19. března 1941 ve vesnici Barvikha v Moskevské oblasti a byl pohřben v Petrohradě na Smolenském pravoslavném hřbitově. V roce 1953 byl jeho popel převezen do Literatorskie Mostki.

## Kariera

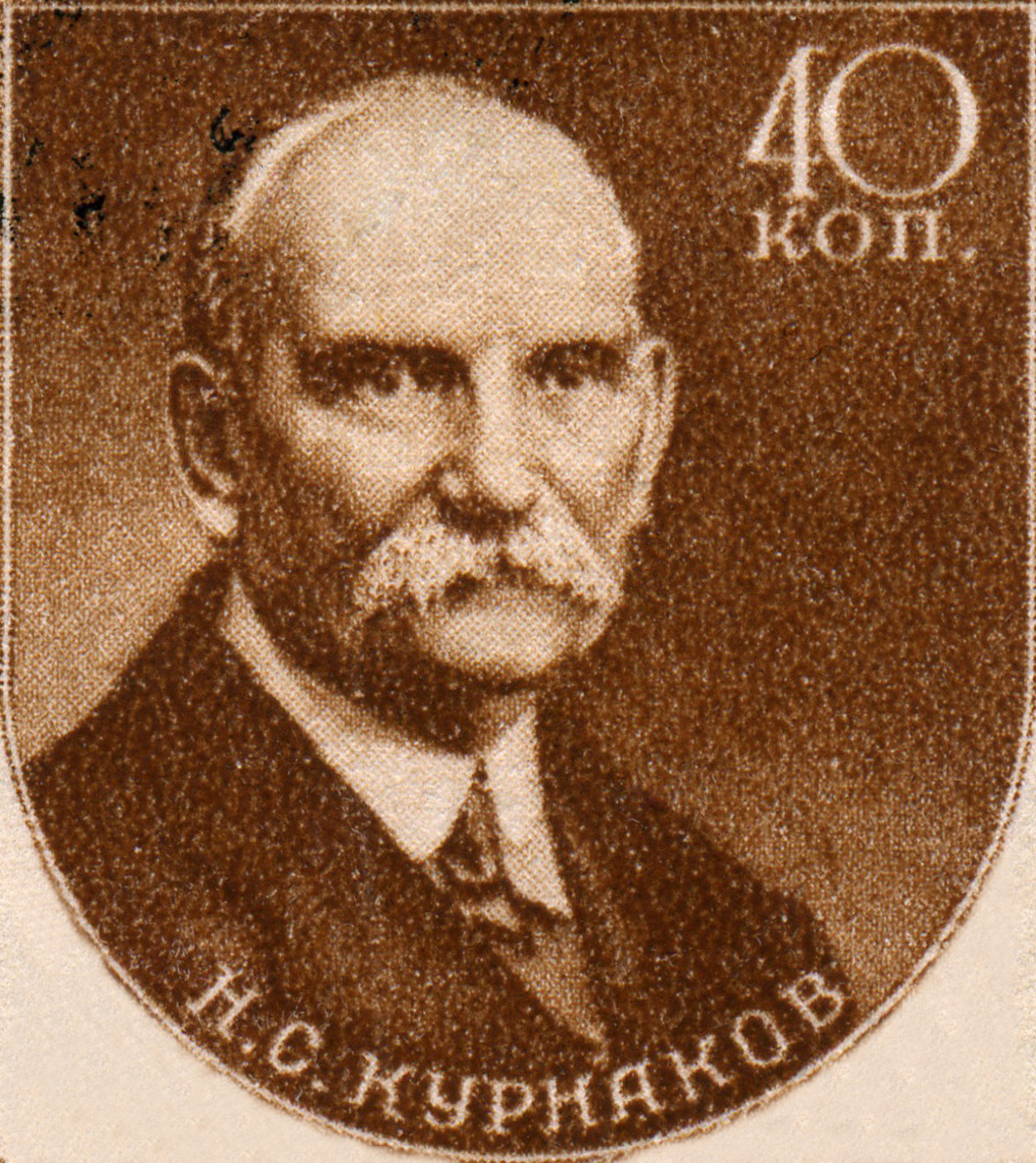
Poštovní známka SSSR z roku 1951

- Poštovní známka SSSR z roku 1951V roce 1893 po obhájení práce na téma Na složitých kovových základech získal titul profesora anorganické chemie a v roce 1899 profesora analytické chemie a vedoucího laboratoře fyzikální chemie.
- Profesorem na Petrohradském elektrotechnickém institutu byl v letech 1899-1906. Zde během své práce v roce 1904 vynalezl Kurnakovův pyrometr, v té době nejmodernější zařízení pro termickou analýzu.
- V letech 1902 až 1930 vedl katedru obecné chemie na Polytechnickém institutu v Petrohradě, kde také založil a organizoval chemickou laboratoř.
- V roce 1909 mu byl udělen titul doktora chemie (honoris causa) na Lomonosovově univerzitě.
- Byl zakladatelem a prvním ředitelem Ústavu fyzikálních a chemických analýz Akademie věd SSSR (1918–1934).
- Byl jedním ze zakladatelů Státního institutu aplikované chemie (GIPH) a jeho prvním ředitelem (1919–1927).
- Byl ředitelem Státního ústavu pro vědeckotechnický výzkum (GONTI) (1921).
- Vedl Ústav pro studium platiny a dalších drahých kovů Akademie věd SSSR (1922–1924).
- Byl ředitelem Chemického ústavu Akademie věd SSSR (1924).
- Byl členem předsednictva Výboru pro chemizaci národního hospodářství při Radě lidových komisařů SSSR (1928).
- Po přestěhování chemických ústavů Akademie věd do Moskvy se stal ředitelem nově vzniklého Ústavu obecné a anorganické chemie Akademie věd SSSR (1934–1941).
- Od roku 1936 byl profesorem a vedoucím katedry anorganické chemie na Lomonosovově univerzitě. (1937–1941).

## Výzkum

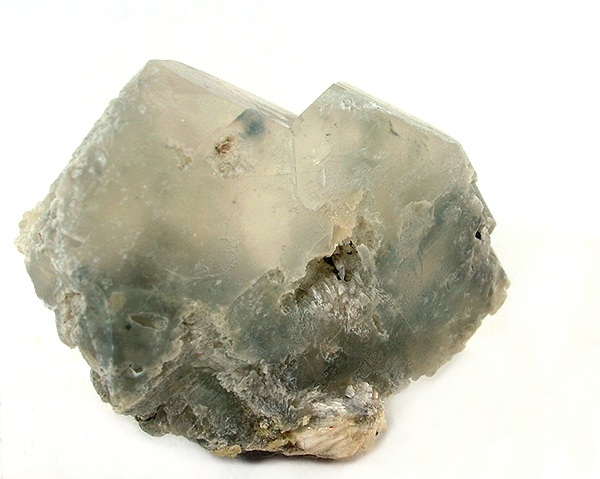
Minerál kurnakovit

- Minerál kurnakovitKurnakov založil ruskou školu fyzikální a chemické analýzy a ruskou vědeckou školu chemiků a metalurgů.
- Přispěl k rozvoji ložisek potaše v Solikamsku, Glauberovy soli, hořčíku, bromu a jodu z krymských solných jezer a ústí řek, solných ložisek Západosibiřského území, bauxitu v Tichvinu pro výrobu kovového hliníku a slitin pro různé účely.
- Byl organizátorem hutní (platinové kovy, hliník, hořčík) a halurgické průmyslové výroby (halogeny).
- Zkoumal altajské podniky hutního průmyslu neželezných kovů (1882).
- Na počest Kurnakova je pojmenován minerál kurnakovit (vzácný sekundární minerál vodného boritanu hořečnatého), který byl objevený v roce 1940 v Kazachstánu.

## Ocenění a tituly

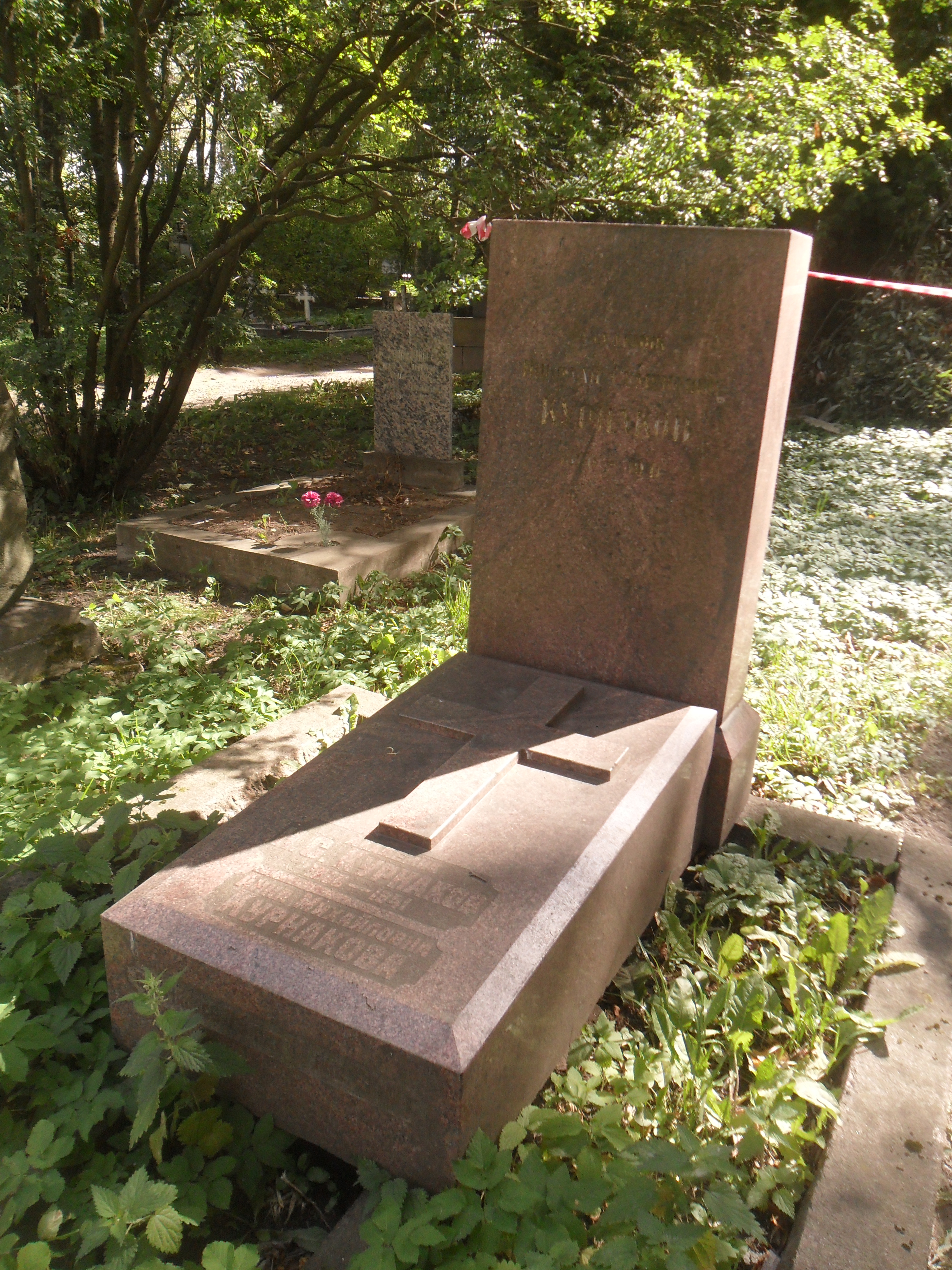
Kurnakovův hrob na Smolenském hřbitově v Petrohradě

- Kurnakovův hrob na Smolenském hřbitově v PetrohraděCena Dmitrije Ivanoviče Mendělejeva (1925)
- Cena Vladimíra Iljiče Lenina (1928)
- Cena Dmitrije Ivanoviče Mendělejeva (1936) – za práci na teorii chemických rovnováh a za aplikaci této teorie na studium prakticky důležitých systémů
- Řád rudého praporu práce – za vynikající vědeckou činnost v oblasti chemie (1939)
- Zasloužilý pracovník pro vědu a techniku RSFSR (1941)
- Stalinova cena II. stupeň – za vědecké práce o fyzikální chemii, publikované v autorských sbírkách prací v letech 1937-1939, a za práci Úvod do fyzikálně-chemické analýzy z roku 1940 (1941)